# Дафне
Вижте пояснителната страница за други значения на Дафне.
Дафне (на гръцки: Δάφνη, „лаврово (дафиново) дърво“) в древногръцката митология е нимфа-дриада, дъщеря на Гея и речния бог Пеней (или на дракона Ладон).
Тя е известна главно с историята за нея и Аполон, която е разказана от Овидий в „Метаморфози“. Дафне дала обет за целомъдрие и безбрачие подобно на богинята Артемида. Аполон безумно се влюбил в нея, защото Ерос го уцелил с една от своите стрели, ядосан на Аполон, че му се присмива. Аполон преследвал Дафне и тя, уморена от бягането, се обърнала за помощ към своя баща Пеней да промени облика ѝ, за да се спаси от Аполон. Боговете я превърнали в лаврово дърво. Аполон си направил венец от клонките му. По-късно в Делфи победителите в състезанията били награждавани с лаврови венци.